# Гідроліз торфу
Гідроліз торфу (рос. гидролиз торфа, англ. peat hydrolysis, нім. Torfhydrolyse f) — переробка торфу на основі взаємодії його органічних компонентів з водою; проводиться при підвищеній температурі в присутності кислотних каталізаторів. При гідролізі торфу відбувається послідовна деструкція макромолекул полісахаридів торфу аж до моносахарів. Продукти гідролізу торфу — газопарова, рідка (гідролізат) і тверда фази.
Розрізняють слабко- і сильнокислотний гідроліз торфу.
При слабкокислотному гідролізі торфу реакція проводиться при t 150—170 °C в безперервно діючих реакторах. Вихід редукуючих речовин досягає 32 % від маси абс. сухого торфу; негідролізований залишок становить бл. 50 %.
Температура сильнокислотного гідролізу торфу — 130—140 °C, в розчин переводиться до 94 % редукуючих речовин вихідного торфу. Продукти гідролізу застосовуються у виробництві кормових дріжджів, воску, добрив та інших речовин.